# STVA
STVA (originellement Société de Transports de Véhicules Automobiles) est une société d'affrètement, d'organisation de transport, de logistique et de finition de véhicules pour l'industrie de l'automobile. Depuis novembre 2017, elle a rejoint le Groupe CAT,. Les transports s'effectuent par route et par rail avec une flotte propre parmi les plus importantes d'Europe.

## Activité
STVA propose diverses prestations sur centres : préparation de véhicules neufs, personnalisation de véhicules utilitaires (pose d'équipements et accessoires), remarketing (carrosserie-peinture).
En 2011, STVA a complété son offre de logistique automobile en proposant des prestations de gestion de terminaux maritimes et de transbordement de navires.
2015 a vu le lancement d'une solution innovante "STVA Box" destinée aux marchands de véhicules d'occasion pour accélérer le cycle de commercialisation de leurs véhicules. il s'agit d'un package de prestations physiques (collecte transport, réparation, prise de photos HD...) et digitales (suivi en temps réel, reportings personnalisés...).

## Historique
Créée par la SNCF en 1950, STVA (Société de Transport de véhicules Automobiles), avait pour mission initiale le transport de véhicules par rail. Progressivement STVA développe sa flotte, atteignant ainsi un parc de 750 wagons en 1959 et plus de 2 000 wagons à la fin des années 60. En 1968, STVA diversifie son activité dans le transport routier en achetant TransportVoiture, société belge. Par la suite, elle développe un réseau de plates-formes proposant du stockage et des activités de préparation (mécanique / esthétique) sur les véhicules. Dans les années 1990, STVA confirme sa dimension européenne : après des prises de participation financière en Espagne et en Italie, STVA UK est créé en 1996, MOSTVA (joint Venture avec Mosolf en Pologne) en 1997 puis STVA prend position sur le marché allemand (via des participations dans Werner Egerland). En 2011, STVA se développe en Roumanie avec une participation dans Benga Autologistics et en 2012 GSTM (Geodis STVA Tanger Méditerranée) est créé pour développer le marché au Maroc. Son activité de transport d'automobiles se réduit au profit de la gestion de plates-formes et l'entreprise se développe dans le transport routier.
À partir de 2008, sa situation économique se dégrade, les constructeurs automobiles développant des usines dans les pays d'Europe centrale et le marché des voitures neuves se réduisant fortement.
Devenue filiale de la société de portefeuille de SNCF Logistics, Transport et Logistique Partenaires et de la Société Participation Financière RD (SPFRD), qui les deux sont des filiales de SNCF Participations, elle est vendue au Groupe CAT en novembre 2017.

## Chiffres clés
En 2014, STVA a transporté 2,85 millions de véhicules dont 2 millions par route et 850 000 par rail, avec 725 camions porte-autos et 3 600 wagons porte-autos. 
STVA dispose de 30 centres logistiques en Europe avec 2 300 employés, 5 200 000 m2 de surface de stockage et 70 000 m2 de surface d'ateliers de préparation, où ils ont préparé ou transformé 500 000 véhicules. 
STVA a réalisé un chiffre d'affaires de 320 M€ en 2014 et de 312 M€ en 2016.

## Structure
STVA possède plusieurs filiales à l'étranger :
- Royaume-Uni : STVA UK & Commercial (100%)
- Belgique : Transportvoiture (100%)
- Allemagne : Egerland (100%) et Helf (100%)
- Maroc : GSTM (100%)
- Roumanie : Benga (51%)
- Pologne : Mostva (50%)
- Espagne : Setram (25%)
- Italie : SITFA (5%)